# Franz Palatz
Franz Ferdinand Palatz (Amburgo, 18 luglio 1896 – Pomerania, 1945) è stato un compositore di scacchi tedesco.
Compose circa 500 problemi, molti dei quali premiati. Fu uno dei principali teorici della scuola logica e strategica della prima metà del XIX secolo. Prende il suo nome un tema problemistico che fonde nella stessa combinazione il tema indiano e il tema Turton. Morì durante la seconda guerra mondiale in una località imprecisata della Pomerania, durante l'avanzata dell'Armata Rossa verso Berlino.
Palatz scrisse molti articoli e libri sulla problemistica. La sua opera maggiore è Antiform, scritta in collaborazione con Mongrédien e pubblicata nel 1929 nella Christmas Series di Alain C. White. Altre opere:
- Miniatures Stratégiques, contenente 200 miniature strategiche (Parigi, 1935)
- Kleinkunst: 200 Schachminiaturen, assieme a Massmann e Fabel (Praga, 1943)
- Der neue Zweizüger (Praga, 1943)

## Due suoi problemi
|   | a | b | c | d | e | f | g | h |   |
| 8 | a8 re del nero · b7 pedone del nero · d7 cavallo del bianco · b6 re del bianco · e6 pedone del nero · b4 pedone del nero · f4 pedone del nero · g4 alfiere del nero · b3 pedone del bianco · d3 pedone del nero · f3 cavallo del bianco · h3 torre del nero · f2 cavallo del nero · h2 donna del bianco · d1 donna del nero · g1 torre del bianco · h1 alfiere del bianco | a8 re del nero · b7 pedone del nero · d7 cavallo del bianco · b6 re del bianco · e6 pedone del nero · b4 pedone del nero · f4 pedone del nero · g4 alfiere del nero · b3 pedone del bianco · d3 pedone del nero · f3 cavallo del bianco · h3 torre del nero · f2 cavallo del nero · h2 donna del bianco · d1 donna del nero · g1 torre del bianco · h1 alfiere del bianco | a8 re del nero · b7 pedone del nero · d7 cavallo del bianco · b6 re del bianco · e6 pedone del nero · b4 pedone del nero · f4 pedone del nero · g4 alfiere del nero · b3 pedone del bianco · d3 pedone del nero · f3 cavallo del bianco · h3 torre del nero · f2 cavallo del nero · h2 donna del bianco · d1 donna del nero · g1 torre del bianco · h1 alfiere del bianco | a8 re del nero · b7 pedone del nero · d7 cavallo del bianco · b6 re del bianco · e6 pedone del nero · b4 pedone del nero · f4 pedone del nero · g4 alfiere del nero · b3 pedone del bianco · d3 pedone del nero · f3 cavallo del bianco · h3 torre del nero · f2 cavallo del nero · h2 donna del bianco · d1 donna del nero · g1 torre del bianco · h1 alfiere del bianco | a8 re del nero · b7 pedone del nero · d7 cavallo del bianco · b6 re del bianco · e6 pedone del nero · b4 pedone del nero · f4 pedone del nero · g4 alfiere del nero · b3 pedone del bianco · d3 pedone del nero · f3 cavallo del bianco · h3 torre del nero · f2 cavallo del nero · h2 donna del bianco · d1 donna del nero · g1 torre del bianco · h1 alfiere del bianco | a8 re del nero · b7 pedone del nero · d7 cavallo del bianco · b6 re del bianco · e6 pedone del nero · b4 pedone del nero · f4 pedone del nero · g4 alfiere del nero · b3 pedone del bianco · d3 pedone del nero · f3 cavallo del bianco · h3 torre del nero · f2 cavallo del nero · h2 donna del bianco · d1 donna del nero · g1 torre del bianco · h1 alfiere del bianco | a8 re del nero · b7 pedone del nero · d7 cavallo del bianco · b6 re del bianco · e6 pedone del nero · b4 pedone del nero · f4 pedone del nero · g4 alfiere del nero · b3 pedone del bianco · d3 pedone del nero · f3 cavallo del bianco · h3 torre del nero · f2 cavallo del nero · h2 donna del bianco · d1 donna del nero · g1 torre del bianco · h1 alfiere del bianco | a8 re del nero · b7 pedone del nero · d7 cavallo del bianco · b6 re del bianco · e6 pedone del nero · b4 pedone del nero · f4 pedone del nero · g4 alfiere del nero · b3 pedone del bianco · d3 pedone del nero · f3 cavallo del bianco · h3 torre del nero · f2 cavallo del nero · h2 donna del bianco · d1 donna del nero · g1 torre del bianco · h1 alfiere del bianco | 8 |
| 7 | a8 re del nero · b7 pedone del nero · d7 cavallo del bianco · b6 re del bianco · e6 pedone del nero · b4 pedone del nero · f4 pedone del nero · g4 alfiere del nero · b3 pedone del bianco · d3 pedone del nero · f3 cavallo del bianco · h3 torre del nero · f2 cavallo del nero · h2 donna del bianco · d1 donna del nero · g1 torre del bianco · h1 alfiere del bianco | a8 re del nero · b7 pedone del nero · d7 cavallo del bianco · b6 re del bianco · e6 pedone del nero · b4 pedone del nero · f4 pedone del nero · g4 alfiere del nero · b3 pedone del bianco · d3 pedone del nero · f3 cavallo del bianco · h3 torre del nero · f2 cavallo del nero · h2 donna del bianco · d1 donna del nero · g1 torre del bianco · h1 alfiere del bianco | a8 re del nero · b7 pedone del nero · d7 cavallo del bianco · b6 re del bianco · e6 pedone del nero · b4 pedone del nero · f4 pedone del nero · g4 alfiere del nero · b3 pedone del bianco · d3 pedone del nero · f3 cavallo del bianco · h3 torre del nero · f2 cavallo del nero · h2 donna del bianco · d1 donna del nero · g1 torre del bianco · h1 alfiere del bianco | a8 re del nero · b7 pedone del nero · d7 cavallo del bianco · b6 re del bianco · e6 pedone del nero · b4 pedone del nero · f4 pedone del nero · g4 alfiere del nero · b3 pedone del bianco · d3 pedone del nero · f3 cavallo del bianco · h3 torre del nero · f2 cavallo del nero · h2 donna del bianco · d1 donna del nero · g1 torre del bianco · h1 alfiere del bianco | a8 re del nero · b7 pedone del nero · d7 cavallo del bianco · b6 re del bianco · e6 pedone del nero · b4 pedone del nero · f4 pedone del nero · g4 alfiere del nero · b3 pedone del bianco · d3 pedone del nero · f3 cavallo del bianco · h3 torre del nero · f2 cavallo del nero · h2 donna del bianco · d1 donna del nero · g1 torre del bianco · h1 alfiere del bianco | a8 re del nero · b7 pedone del nero · d7 cavallo del bianco · b6 re del bianco · e6 pedone del nero · b4 pedone del nero · f4 pedone del nero · g4 alfiere del nero · b3 pedone del bianco · d3 pedone del nero · f3 cavallo del bianco · h3 torre del nero · f2 cavallo del nero · h2 donna del bianco · d1 donna del nero · g1 torre del bianco · h1 alfiere del bianco | a8 re del nero · b7 pedone del nero · d7 cavallo del bianco · b6 re del bianco · e6 pedone del nero · b4 pedone del nero · f4 pedone del nero · g4 alfiere del nero · b3 pedone del bianco · d3 pedone del nero · f3 cavallo del bianco · h3 torre del nero · f2 cavallo del nero · h2 donna del bianco · d1 donna del nero · g1 torre del bianco · h1 alfiere del bianco | a8 re del nero · b7 pedone del nero · d7 cavallo del bianco · b6 re del bianco · e6 pedone del nero · b4 pedone del nero · f4 pedone del nero · g4 alfiere del nero · b3 pedone del bianco · d3 pedone del nero · f3 cavallo del bianco · h3 torre del nero · f2 cavallo del nero · h2 donna del bianco · d1 donna del nero · g1 torre del bianco · h1 alfiere del bianco | 7 |
| 6 | a8 re del nero · b7 pedone del nero · d7 cavallo del bianco · b6 re del bianco · e6 pedone del nero · b4 pedone del nero · f4 pedone del nero · g4 alfiere del nero · b3 pedone del bianco · d3 pedone del nero · f3 cavallo del bianco · h3 torre del nero · f2 cavallo del nero · h2 donna del bianco · d1 donna del nero · g1 torre del bianco · h1 alfiere del bianco | a8 re del nero · b7 pedone del nero · d7 cavallo del bianco · b6 re del bianco · e6 pedone del nero · b4 pedone del nero · f4 pedone del nero · g4 alfiere del nero · b3 pedone del bianco · d3 pedone del nero · f3 cavallo del bianco · h3 torre del nero · f2 cavallo del nero · h2 donna del bianco · d1 donna del nero · g1 torre del bianco · h1 alfiere del bianco | a8 re del nero · b7 pedone del nero · d7 cavallo del bianco · b6 re del bianco · e6 pedone del nero · b4 pedone del nero · f4 pedone del nero · g4 alfiere del nero · b3 pedone del bianco · d3 pedone del nero · f3 cavallo del bianco · h3 torre del nero · f2 cavallo del nero · h2 donna del bianco · d1 donna del nero · g1 torre del bianco · h1 alfiere del bianco | a8 re del nero · b7 pedone del nero · d7 cavallo del bianco · b6 re del bianco · e6 pedone del nero · b4 pedone del nero · f4 pedone del nero · g4 alfiere del nero · b3 pedone del bianco · d3 pedone del nero · f3 cavallo del bianco · h3 torre del nero · f2 cavallo del nero · h2 donna del bianco · d1 donna del nero · g1 torre del bianco · h1 alfiere del bianco | a8 re del nero · b7 pedone del nero · d7 cavallo del bianco · b6 re del bianco · e6 pedone del nero · b4 pedone del nero · f4 pedone del nero · g4 alfiere del nero · b3 pedone del bianco · d3 pedone del nero · f3 cavallo del bianco · h3 torre del nero · f2 cavallo del nero · h2 donna del bianco · d1 donna del nero · g1 torre del bianco · h1 alfiere del bianco | a8 re del nero · b7 pedone del nero · d7 cavallo del bianco · b6 re del bianco · e6 pedone del nero · b4 pedone del nero · f4 pedone del nero · g4 alfiere del nero · b3 pedone del bianco · d3 pedone del nero · f3 cavallo del bianco · h3 torre del nero · f2 cavallo del nero · h2 donna del bianco · d1 donna del nero · g1 torre del bianco · h1 alfiere del bianco | a8 re del nero · b7 pedone del nero · d7 cavallo del bianco · b6 re del bianco · e6 pedone del nero · b4 pedone del nero · f4 pedone del nero · g4 alfiere del nero · b3 pedone del bianco · d3 pedone del nero · f3 cavallo del bianco · h3 torre del nero · f2 cavallo del nero · h2 donna del bianco · d1 donna del nero · g1 torre del bianco · h1 alfiere del bianco | a8 re del nero · b7 pedone del nero · d7 cavallo del bianco · b6 re del bianco · e6 pedone del nero · b4 pedone del nero · f4 pedone del nero · g4 alfiere del nero · b3 pedone del bianco · d3 pedone del nero · f3 cavallo del bianco · h3 torre del nero · f2 cavallo del nero · h2 donna del bianco · d1 donna del nero · g1 torre del bianco · h1 alfiere del bianco | 6 |
| 5 | a8 re del nero · b7 pedone del nero · d7 cavallo del bianco · b6 re del bianco · e6 pedone del nero · b4 pedone del nero · f4 pedone del nero · g4 alfiere del nero · b3 pedone del bianco · d3 pedone del nero · f3 cavallo del bianco · h3 torre del nero · f2 cavallo del nero · h2 donna del bianco · d1 donna del nero · g1 torre del bianco · h1 alfiere del bianco | a8 re del nero · b7 pedone del nero · d7 cavallo del bianco · b6 re del bianco · e6 pedone del nero · b4 pedone del nero · f4 pedone del nero · g4 alfiere del nero · b3 pedone del bianco · d3 pedone del nero · f3 cavallo del bianco · h3 torre del nero · f2 cavallo del nero · h2 donna del bianco · d1 donna del nero · g1 torre del bianco · h1 alfiere del bianco | a8 re del nero · b7 pedone del nero · d7 cavallo del bianco · b6 re del bianco · e6 pedone del nero · b4 pedone del nero · f4 pedone del nero · g4 alfiere del nero · b3 pedone del bianco · d3 pedone del nero · f3 cavallo del bianco · h3 torre del nero · f2 cavallo del nero · h2 donna del bianco · d1 donna del nero · g1 torre del bianco · h1 alfiere del bianco | a8 re del nero · b7 pedone del nero · d7 cavallo del bianco · b6 re del bianco · e6 pedone del nero · b4 pedone del nero · f4 pedone del nero · g4 alfiere del nero · b3 pedone del bianco · d3 pedone del nero · f3 cavallo del bianco · h3 torre del nero · f2 cavallo del nero · h2 donna del bianco · d1 donna del nero · g1 torre del bianco · h1 alfiere del bianco | a8 re del nero · b7 pedone del nero · d7 cavallo del bianco · b6 re del bianco · e6 pedone del nero · b4 pedone del nero · f4 pedone del nero · g4 alfiere del nero · b3 pedone del bianco · d3 pedone del nero · f3 cavallo del bianco · h3 torre del nero · f2 cavallo del nero · h2 donna del bianco · d1 donna del nero · g1 torre del bianco · h1 alfiere del bianco | a8 re del nero · b7 pedone del nero · d7 cavallo del bianco · b6 re del bianco · e6 pedone del nero · b4 pedone del nero · f4 pedone del nero · g4 alfiere del nero · b3 pedone del bianco · d3 pedone del nero · f3 cavallo del bianco · h3 torre del nero · f2 cavallo del nero · h2 donna del bianco · d1 donna del nero · g1 torre del bianco · h1 alfiere del bianco | a8 re del nero · b7 pedone del nero · d7 cavallo del bianco · b6 re del bianco · e6 pedone del nero · b4 pedone del nero · f4 pedone del nero · g4 alfiere del nero · b3 pedone del bianco · d3 pedone del nero · f3 cavallo del bianco · h3 torre del nero · f2 cavallo del nero · h2 donna del bianco · d1 donna del nero · g1 torre del bianco · h1 alfiere del bianco | a8 re del nero · b7 pedone del nero · d7 cavallo del bianco · b6 re del bianco · e6 pedone del nero · b4 pedone del nero · f4 pedone del nero · g4 alfiere del nero · b3 pedone del bianco · d3 pedone del nero · f3 cavallo del bianco · h3 torre del nero · f2 cavallo del nero · h2 donna del bianco · d1 donna del nero · g1 torre del bianco · h1 alfiere del bianco | 5 |
| 4 | a8 re del nero · b7 pedone del nero · d7 cavallo del bianco · b6 re del bianco · e6 pedone del nero · b4 pedone del nero · f4 pedone del nero · g4 alfiere del nero · b3 pedone del bianco · d3 pedone del nero · f3 cavallo del bianco · h3 torre del nero · f2 cavallo del nero · h2 donna del bianco · d1 donna del nero · g1 torre del bianco · h1 alfiere del bianco | a8 re del nero · b7 pedone del nero · d7 cavallo del bianco · b6 re del bianco · e6 pedone del nero · b4 pedone del nero · f4 pedone del nero · g4 alfiere del nero · b3 pedone del bianco · d3 pedone del nero · f3 cavallo del bianco · h3 torre del nero · f2 cavallo del nero · h2 donna del bianco · d1 donna del nero · g1 torre del bianco · h1 alfiere del bianco | a8 re del nero · b7 pedone del nero · d7 cavallo del bianco · b6 re del bianco · e6 pedone del nero · b4 pedone del nero · f4 pedone del nero · g4 alfiere del nero · b3 pedone del bianco · d3 pedone del nero · f3 cavallo del bianco · h3 torre del nero · f2 cavallo del nero · h2 donna del bianco · d1 donna del nero · g1 torre del bianco · h1 alfiere del bianco | a8 re del nero · b7 pedone del nero · d7 cavallo del bianco · b6 re del bianco · e6 pedone del nero · b4 pedone del nero · f4 pedone del nero · g4 alfiere del nero · b3 pedone del bianco · d3 pedone del nero · f3 cavallo del bianco · h3 torre del nero · f2 cavallo del nero · h2 donna del bianco · d1 donna del nero · g1 torre del bianco · h1 alfiere del bianco | a8 re del nero · b7 pedone del nero · d7 cavallo del bianco · b6 re del bianco · e6 pedone del nero · b4 pedone del nero · f4 pedone del nero · g4 alfiere del nero · b3 pedone del bianco · d3 pedone del nero · f3 cavallo del bianco · h3 torre del nero · f2 cavallo del nero · h2 donna del bianco · d1 donna del nero · g1 torre del bianco · h1 alfiere del bianco | a8 re del nero · b7 pedone del nero · d7 cavallo del bianco · b6 re del bianco · e6 pedone del nero · b4 pedone del nero · f4 pedone del nero · g4 alfiere del nero · b3 pedone del bianco · d3 pedone del nero · f3 cavallo del bianco · h3 torre del nero · f2 cavallo del nero · h2 donna del bianco · d1 donna del nero · g1 torre del bianco · h1 alfiere del bianco | a8 re del nero · b7 pedone del nero · d7 cavallo del bianco · b6 re del bianco · e6 pedone del nero · b4 pedone del nero · f4 pedone del nero · g4 alfiere del nero · b3 pedone del bianco · d3 pedone del nero · f3 cavallo del bianco · h3 torre del nero · f2 cavallo del nero · h2 donna del bianco · d1 donna del nero · g1 torre del bianco · h1 alfiere del bianco | a8 re del nero · b7 pedone del nero · d7 cavallo del bianco · b6 re del bianco · e6 pedone del nero · b4 pedone del nero · f4 pedone del nero · g4 alfiere del nero · b3 pedone del bianco · d3 pedone del nero · f3 cavallo del bianco · h3 torre del nero · f2 cavallo del nero · h2 donna del bianco · d1 donna del nero · g1 torre del bianco · h1 alfiere del bianco | 4 |
| 3 | a8 re del nero · b7 pedone del nero · d7 cavallo del bianco · b6 re del bianco · e6 pedone del nero · b4 pedone del nero · f4 pedone del nero · g4 alfiere del nero · b3 pedone del bianco · d3 pedone del nero · f3 cavallo del bianco · h3 torre del nero · f2 cavallo del nero · h2 donna del bianco · d1 donna del nero · g1 torre del bianco · h1 alfiere del bianco | a8 re del nero · b7 pedone del nero · d7 cavallo del bianco · b6 re del bianco · e6 pedone del nero · b4 pedone del nero · f4 pedone del nero · g4 alfiere del nero · b3 pedone del bianco · d3 pedone del nero · f3 cavallo del bianco · h3 torre del nero · f2 cavallo del nero · h2 donna del bianco · d1 donna del nero · g1 torre del bianco · h1 alfiere del bianco | a8 re del nero · b7 pedone del nero · d7 cavallo del bianco · b6 re del bianco · e6 pedone del nero · b4 pedone del nero · f4 pedone del nero · g4 alfiere del nero · b3 pedone del bianco · d3 pedone del nero · f3 cavallo del bianco · h3 torre del nero · f2 cavallo del nero · h2 donna del bianco · d1 donna del nero · g1 torre del bianco · h1 alfiere del bianco | a8 re del nero · b7 pedone del nero · d7 cavallo del bianco · b6 re del bianco · e6 pedone del nero · b4 pedone del nero · f4 pedone del nero · g4 alfiere del nero · b3 pedone del bianco · d3 pedone del nero · f3 cavallo del bianco · h3 torre del nero · f2 cavallo del nero · h2 donna del bianco · d1 donna del nero · g1 torre del bianco · h1 alfiere del bianco | a8 re del nero · b7 pedone del nero · d7 cavallo del bianco · b6 re del bianco · e6 pedone del nero · b4 pedone del nero · f4 pedone del nero · g4 alfiere del nero · b3 pedone del bianco · d3 pedone del nero · f3 cavallo del bianco · h3 torre del nero · f2 cavallo del nero · h2 donna del bianco · d1 donna del nero · g1 torre del bianco · h1 alfiere del bianco | a8 re del nero · b7 pedone del nero · d7 cavallo del bianco · b6 re del bianco · e6 pedone del nero · b4 pedone del nero · f4 pedone del nero · g4 alfiere del nero · b3 pedone del bianco · d3 pedone del nero · f3 cavallo del bianco · h3 torre del nero · f2 cavallo del nero · h2 donna del bianco · d1 donna del nero · g1 torre del bianco · h1 alfiere del bianco | a8 re del nero · b7 pedone del nero · d7 cavallo del bianco · b6 re del bianco · e6 pedone del nero · b4 pedone del nero · f4 pedone del nero · g4 alfiere del nero · b3 pedone del bianco · d3 pedone del nero · f3 cavallo del bianco · h3 torre del nero · f2 cavallo del nero · h2 donna del bianco · d1 donna del nero · g1 torre del bianco · h1 alfiere del bianco | a8 re del nero · b7 pedone del nero · d7 cavallo del bianco · b6 re del bianco · e6 pedone del nero · b4 pedone del nero · f4 pedone del nero · g4 alfiere del nero · b3 pedone del bianco · d3 pedone del nero · f3 cavallo del bianco · h3 torre del nero · f2 cavallo del nero · h2 donna del bianco · d1 donna del nero · g1 torre del bianco · h1 alfiere del bianco | 3 |
| 2 | a8 re del nero · b7 pedone del nero · d7 cavallo del bianco · b6 re del bianco · e6 pedone del nero · b4 pedone del nero · f4 pedone del nero · g4 alfiere del nero · b3 pedone del bianco · d3 pedone del nero · f3 cavallo del bianco · h3 torre del nero · f2 cavallo del nero · h2 donna del bianco · d1 donna del nero · g1 torre del bianco · h1 alfiere del bianco | a8 re del nero · b7 pedone del nero · d7 cavallo del bianco · b6 re del bianco · e6 pedone del nero · b4 pedone del nero · f4 pedone del nero · g4 alfiere del nero · b3 pedone del bianco · d3 pedone del nero · f3 cavallo del bianco · h3 torre del nero · f2 cavallo del nero · h2 donna del bianco · d1 donna del nero · g1 torre del bianco · h1 alfiere del bianco | a8 re del nero · b7 pedone del nero · d7 cavallo del bianco · b6 re del bianco · e6 pedone del nero · b4 pedone del nero · f4 pedone del nero · g4 alfiere del nero · b3 pedone del bianco · d3 pedone del nero · f3 cavallo del bianco · h3 torre del nero · f2 cavallo del nero · h2 donna del bianco · d1 donna del nero · g1 torre del bianco · h1 alfiere del bianco | a8 re del nero · b7 pedone del nero · d7 cavallo del bianco · b6 re del bianco · e6 pedone del nero · b4 pedone del nero · f4 pedone del nero · g4 alfiere del nero · b3 pedone del bianco · d3 pedone del nero · f3 cavallo del bianco · h3 torre del nero · f2 cavallo del nero · h2 donna del bianco · d1 donna del nero · g1 torre del bianco · h1 alfiere del bianco | a8 re del nero · b7 pedone del nero · d7 cavallo del bianco · b6 re del bianco · e6 pedone del nero · b4 pedone del nero · f4 pedone del nero · g4 alfiere del nero · b3 pedone del bianco · d3 pedone del nero · f3 cavallo del bianco · h3 torre del nero · f2 cavallo del nero · h2 donna del bianco · d1 donna del nero · g1 torre del bianco · h1 alfiere del bianco | a8 re del nero · b7 pedone del nero · d7 cavallo del bianco · b6 re del bianco · e6 pedone del nero · b4 pedone del nero · f4 pedone del nero · g4 alfiere del nero · b3 pedone del bianco · d3 pedone del nero · f3 cavallo del bianco · h3 torre del nero · f2 cavallo del nero · h2 donna del bianco · d1 donna del nero · g1 torre del bianco · h1 alfiere del bianco | a8 re del nero · b7 pedone del nero · d7 cavallo del bianco · b6 re del bianco · e6 pedone del nero · b4 pedone del nero · f4 pedone del nero · g4 alfiere del nero · b3 pedone del bianco · d3 pedone del nero · f3 cavallo del bianco · h3 torre del nero · f2 cavallo del nero · h2 donna del bianco · d1 donna del nero · g1 torre del bianco · h1 alfiere del bianco | a8 re del nero · b7 pedone del nero · d7 cavallo del bianco · b6 re del bianco · e6 pedone del nero · b4 pedone del nero · f4 pedone del nero · g4 alfiere del nero · b3 pedone del bianco · d3 pedone del nero · f3 cavallo del bianco · h3 torre del nero · f2 cavallo del nero · h2 donna del bianco · d1 donna del nero · g1 torre del bianco · h1 alfiere del bianco | 2 |
| 1 | a8 re del nero · b7 pedone del nero · d7 cavallo del bianco · b6 re del bianco · e6 pedone del nero · b4 pedone del nero · f4 pedone del nero · g4 alfiere del nero · b3 pedone del bianco · d3 pedone del nero · f3 cavallo del bianco · h3 torre del nero · f2 cavallo del nero · h2 donna del bianco · d1 donna del nero · g1 torre del bianco · h1 alfiere del bianco | a8 re del nero · b7 pedone del nero · d7 cavallo del bianco · b6 re del bianco · e6 pedone del nero · b4 pedone del nero · f4 pedone del nero · g4 alfiere del nero · b3 pedone del bianco · d3 pedone del nero · f3 cavallo del bianco · h3 torre del nero · f2 cavallo del nero · h2 donna del bianco · d1 donna del nero · g1 torre del bianco · h1 alfiere del bianco | a8 re del nero · b7 pedone del nero · d7 cavallo del bianco · b6 re del bianco · e6 pedone del nero · b4 pedone del nero · f4 pedone del nero · g4 alfiere del nero · b3 pedone del bianco · d3 pedone del nero · f3 cavallo del bianco · h3 torre del nero · f2 cavallo del nero · h2 donna del bianco · d1 donna del nero · g1 torre del bianco · h1 alfiere del bianco | a8 re del nero · b7 pedone del nero · d7 cavallo del bianco · b6 re del bianco · e6 pedone del nero · b4 pedone del nero · f4 pedone del nero · g4 alfiere del nero · b3 pedone del bianco · d3 pedone del nero · f3 cavallo del bianco · h3 torre del nero · f2 cavallo del nero · h2 donna del bianco · d1 donna del nero · g1 torre del bianco · h1 alfiere del bianco | a8 re del nero · b7 pedone del nero · d7 cavallo del bianco · b6 re del bianco · e6 pedone del nero · b4 pedone del nero · f4 pedone del nero · g4 alfiere del nero · b3 pedone del bianco · d3 pedone del nero · f3 cavallo del bianco · h3 torre del nero · f2 cavallo del nero · h2 donna del bianco · d1 donna del nero · g1 torre del bianco · h1 alfiere del bianco | a8 re del nero · b7 pedone del nero · d7 cavallo del bianco · b6 re del bianco · e6 pedone del nero · b4 pedone del nero · f4 pedone del nero · g4 alfiere del nero · b3 pedone del bianco · d3 pedone del nero · f3 cavallo del bianco · h3 torre del nero · f2 cavallo del nero · h2 donna del bianco · d1 donna del nero · g1 torre del bianco · h1 alfiere del bianco | a8 re del nero · b7 pedone del nero · d7 cavallo del bianco · b6 re del bianco · e6 pedone del nero · b4 pedone del nero · f4 pedone del nero · g4 alfiere del nero · b3 pedone del bianco · d3 pedone del nero · f3 cavallo del bianco · h3 torre del nero · f2 cavallo del nero · h2 donna del bianco · d1 donna del nero · g1 torre del bianco · h1 alfiere del bianco | a8 re del nero · b7 pedone del nero · d7 cavallo del bianco · b6 re del bianco · e6 pedone del nero · b4 pedone del nero · f4 pedone del nero · g4 alfiere del nero · b3 pedone del bianco · d3 pedone del nero · f3 cavallo del bianco · h3 torre del nero · f2 cavallo del nero · h2 donna del bianco · d1 donna del nero · g1 torre del bianco · h1 alfiere del bianco | 1 |
|   | a | b | c | d | e | f | g | h |   |

Soluzione:
Tentativi:

1. Cfe5? (2. Axb7#)... f3!

1. Txd1? (1...Cxd1 2. Da2#) ... Th5!

1. Cg5? ...Af3! - 1. Ch4? ...Tf3!

1. Ce1? ...Df3! - 1. Dxf4? ...Th8!
1. Cd4!  (min. 2. Axb7#)

1... Af3  2. Tg8#

1... Df3  2. Ta1#

1... Tf3  2. Dh8#

1... f3  2. Db8#

|   | a | b | c | d | e | f | g | h |   |
| 8 | h8 torre del bianco · c7 pedone del nero · d7 re del nero · e7 cavallo del bianco · g7 pedone del nero · a6 pedone del bianco · c6 pedone del nero · f6 pedone del nero · g6 pedone del bianco · c5 alfiere del bianco · f5 re del bianco · d4 pedone del bianco · a3 pedone del nero · b3 pedone del nero · a2 pedone del bianco · b1 torre del bianco | h8 torre del bianco · c7 pedone del nero · d7 re del nero · e7 cavallo del bianco · g7 pedone del nero · a6 pedone del bianco · c6 pedone del nero · f6 pedone del nero · g6 pedone del bianco · c5 alfiere del bianco · f5 re del bianco · d4 pedone del bianco · a3 pedone del nero · b3 pedone del nero · a2 pedone del bianco · b1 torre del bianco | h8 torre del bianco · c7 pedone del nero · d7 re del nero · e7 cavallo del bianco · g7 pedone del nero · a6 pedone del bianco · c6 pedone del nero · f6 pedone del nero · g6 pedone del bianco · c5 alfiere del bianco · f5 re del bianco · d4 pedone del bianco · a3 pedone del nero · b3 pedone del nero · a2 pedone del bianco · b1 torre del bianco | h8 torre del bianco · c7 pedone del nero · d7 re del nero · e7 cavallo del bianco · g7 pedone del nero · a6 pedone del bianco · c6 pedone del nero · f6 pedone del nero · g6 pedone del bianco · c5 alfiere del bianco · f5 re del bianco · d4 pedone del bianco · a3 pedone del nero · b3 pedone del nero · a2 pedone del bianco · b1 torre del bianco | h8 torre del bianco · c7 pedone del nero · d7 re del nero · e7 cavallo del bianco · g7 pedone del nero · a6 pedone del bianco · c6 pedone del nero · f6 pedone del nero · g6 pedone del bianco · c5 alfiere del bianco · f5 re del bianco · d4 pedone del bianco · a3 pedone del nero · b3 pedone del nero · a2 pedone del bianco · b1 torre del bianco | h8 torre del bianco · c7 pedone del nero · d7 re del nero · e7 cavallo del bianco · g7 pedone del nero · a6 pedone del bianco · c6 pedone del nero · f6 pedone del nero · g6 pedone del bianco · c5 alfiere del bianco · f5 re del bianco · d4 pedone del bianco · a3 pedone del nero · b3 pedone del nero · a2 pedone del bianco · b1 torre del bianco | h8 torre del bianco · c7 pedone del nero · d7 re del nero · e7 cavallo del bianco · g7 pedone del nero · a6 pedone del bianco · c6 pedone del nero · f6 pedone del nero · g6 pedone del bianco · c5 alfiere del bianco · f5 re del bianco · d4 pedone del bianco · a3 pedone del nero · b3 pedone del nero · a2 pedone del bianco · b1 torre del bianco | h8 torre del bianco · c7 pedone del nero · d7 re del nero · e7 cavallo del bianco · g7 pedone del nero · a6 pedone del bianco · c6 pedone del nero · f6 pedone del nero · g6 pedone del bianco · c5 alfiere del bianco · f5 re del bianco · d4 pedone del bianco · a3 pedone del nero · b3 pedone del nero · a2 pedone del bianco · b1 torre del bianco | 8 |
| 7 | h8 torre del bianco · c7 pedone del nero · d7 re del nero · e7 cavallo del bianco · g7 pedone del nero · a6 pedone del bianco · c6 pedone del nero · f6 pedone del nero · g6 pedone del bianco · c5 alfiere del bianco · f5 re del bianco · d4 pedone del bianco · a3 pedone del nero · b3 pedone del nero · a2 pedone del bianco · b1 torre del bianco | h8 torre del bianco · c7 pedone del nero · d7 re del nero · e7 cavallo del bianco · g7 pedone del nero · a6 pedone del bianco · c6 pedone del nero · f6 pedone del nero · g6 pedone del bianco · c5 alfiere del bianco · f5 re del bianco · d4 pedone del bianco · a3 pedone del nero · b3 pedone del nero · a2 pedone del bianco · b1 torre del bianco | h8 torre del bianco · c7 pedone del nero · d7 re del nero · e7 cavallo del bianco · g7 pedone del nero · a6 pedone del bianco · c6 pedone del nero · f6 pedone del nero · g6 pedone del bianco · c5 alfiere del bianco · f5 re del bianco · d4 pedone del bianco · a3 pedone del nero · b3 pedone del nero · a2 pedone del bianco · b1 torre del bianco | h8 torre del bianco · c7 pedone del nero · d7 re del nero · e7 cavallo del bianco · g7 pedone del nero · a6 pedone del bianco · c6 pedone del nero · f6 pedone del nero · g6 pedone del bianco · c5 alfiere del bianco · f5 re del bianco · d4 pedone del bianco · a3 pedone del nero · b3 pedone del nero · a2 pedone del bianco · b1 torre del bianco | h8 torre del bianco · c7 pedone del nero · d7 re del nero · e7 cavallo del bianco · g7 pedone del nero · a6 pedone del bianco · c6 pedone del nero · f6 pedone del nero · g6 pedone del bianco · c5 alfiere del bianco · f5 re del bianco · d4 pedone del bianco · a3 pedone del nero · b3 pedone del nero · a2 pedone del bianco · b1 torre del bianco | h8 torre del bianco · c7 pedone del nero · d7 re del nero · e7 cavallo del bianco · g7 pedone del nero · a6 pedone del bianco · c6 pedone del nero · f6 pedone del nero · g6 pedone del bianco · c5 alfiere del bianco · f5 re del bianco · d4 pedone del bianco · a3 pedone del nero · b3 pedone del nero · a2 pedone del bianco · b1 torre del bianco | h8 torre del bianco · c7 pedone del nero · d7 re del nero · e7 cavallo del bianco · g7 pedone del nero · a6 pedone del bianco · c6 pedone del nero · f6 pedone del nero · g6 pedone del bianco · c5 alfiere del bianco · f5 re del bianco · d4 pedone del bianco · a3 pedone del nero · b3 pedone del nero · a2 pedone del bianco · b1 torre del bianco | h8 torre del bianco · c7 pedone del nero · d7 re del nero · e7 cavallo del bianco · g7 pedone del nero · a6 pedone del bianco · c6 pedone del nero · f6 pedone del nero · g6 pedone del bianco · c5 alfiere del bianco · f5 re del bianco · d4 pedone del bianco · a3 pedone del nero · b3 pedone del nero · a2 pedone del bianco · b1 torre del bianco | 7 |
| 6 | h8 torre del bianco · c7 pedone del nero · d7 re del nero · e7 cavallo del bianco · g7 pedone del nero · a6 pedone del bianco · c6 pedone del nero · f6 pedone del nero · g6 pedone del bianco · c5 alfiere del bianco · f5 re del bianco · d4 pedone del bianco · a3 pedone del nero · b3 pedone del nero · a2 pedone del bianco · b1 torre del bianco | h8 torre del bianco · c7 pedone del nero · d7 re del nero · e7 cavallo del bianco · g7 pedone del nero · a6 pedone del bianco · c6 pedone del nero · f6 pedone del nero · g6 pedone del bianco · c5 alfiere del bianco · f5 re del bianco · d4 pedone del bianco · a3 pedone del nero · b3 pedone del nero · a2 pedone del bianco · b1 torre del bianco | h8 torre del bianco · c7 pedone del nero · d7 re del nero · e7 cavallo del bianco · g7 pedone del nero · a6 pedone del bianco · c6 pedone del nero · f6 pedone del nero · g6 pedone del bianco · c5 alfiere del bianco · f5 re del bianco · d4 pedone del bianco · a3 pedone del nero · b3 pedone del nero · a2 pedone del bianco · b1 torre del bianco | h8 torre del bianco · c7 pedone del nero · d7 re del nero · e7 cavallo del bianco · g7 pedone del nero · a6 pedone del bianco · c6 pedone del nero · f6 pedone del nero · g6 pedone del bianco · c5 alfiere del bianco · f5 re del bianco · d4 pedone del bianco · a3 pedone del nero · b3 pedone del nero · a2 pedone del bianco · b1 torre del bianco | h8 torre del bianco · c7 pedone del nero · d7 re del nero · e7 cavallo del bianco · g7 pedone del nero · a6 pedone del bianco · c6 pedone del nero · f6 pedone del nero · g6 pedone del bianco · c5 alfiere del bianco · f5 re del bianco · d4 pedone del bianco · a3 pedone del nero · b3 pedone del nero · a2 pedone del bianco · b1 torre del bianco | h8 torre del bianco · c7 pedone del nero · d7 re del nero · e7 cavallo del bianco · g7 pedone del nero · a6 pedone del bianco · c6 pedone del nero · f6 pedone del nero · g6 pedone del bianco · c5 alfiere del bianco · f5 re del bianco · d4 pedone del bianco · a3 pedone del nero · b3 pedone del nero · a2 pedone del bianco · b1 torre del bianco | h8 torre del bianco · c7 pedone del nero · d7 re del nero · e7 cavallo del bianco · g7 pedone del nero · a6 pedone del bianco · c6 pedone del nero · f6 pedone del nero · g6 pedone del bianco · c5 alfiere del bianco · f5 re del bianco · d4 pedone del bianco · a3 pedone del nero · b3 pedone del nero · a2 pedone del bianco · b1 torre del bianco | h8 torre del bianco · c7 pedone del nero · d7 re del nero · e7 cavallo del bianco · g7 pedone del nero · a6 pedone del bianco · c6 pedone del nero · f6 pedone del nero · g6 pedone del bianco · c5 alfiere del bianco · f5 re del bianco · d4 pedone del bianco · a3 pedone del nero · b3 pedone del nero · a2 pedone del bianco · b1 torre del bianco | 6 |
| 5 | h8 torre del bianco · c7 pedone del nero · d7 re del nero · e7 cavallo del bianco · g7 pedone del nero · a6 pedone del bianco · c6 pedone del nero · f6 pedone del nero · g6 pedone del bianco · c5 alfiere del bianco · f5 re del bianco · d4 pedone del bianco · a3 pedone del nero · b3 pedone del nero · a2 pedone del bianco · b1 torre del bianco | h8 torre del bianco · c7 pedone del nero · d7 re del nero · e7 cavallo del bianco · g7 pedone del nero · a6 pedone del bianco · c6 pedone del nero · f6 pedone del nero · g6 pedone del bianco · c5 alfiere del bianco · f5 re del bianco · d4 pedone del bianco · a3 pedone del nero · b3 pedone del nero · a2 pedone del bianco · b1 torre del bianco | h8 torre del bianco · c7 pedone del nero · d7 re del nero · e7 cavallo del bianco · g7 pedone del nero · a6 pedone del bianco · c6 pedone del nero · f6 pedone del nero · g6 pedone del bianco · c5 alfiere del bianco · f5 re del bianco · d4 pedone del bianco · a3 pedone del nero · b3 pedone del nero · a2 pedone del bianco · b1 torre del bianco | h8 torre del bianco · c7 pedone del nero · d7 re del nero · e7 cavallo del bianco · g7 pedone del nero · a6 pedone del bianco · c6 pedone del nero · f6 pedone del nero · g6 pedone del bianco · c5 alfiere del bianco · f5 re del bianco · d4 pedone del bianco · a3 pedone del nero · b3 pedone del nero · a2 pedone del bianco · b1 torre del bianco | h8 torre del bianco · c7 pedone del nero · d7 re del nero · e7 cavallo del bianco · g7 pedone del nero · a6 pedone del bianco · c6 pedone del nero · f6 pedone del nero · g6 pedone del bianco · c5 alfiere del bianco · f5 re del bianco · d4 pedone del bianco · a3 pedone del nero · b3 pedone del nero · a2 pedone del bianco · b1 torre del bianco | h8 torre del bianco · c7 pedone del nero · d7 re del nero · e7 cavallo del bianco · g7 pedone del nero · a6 pedone del bianco · c6 pedone del nero · f6 pedone del nero · g6 pedone del bianco · c5 alfiere del bianco · f5 re del bianco · d4 pedone del bianco · a3 pedone del nero · b3 pedone del nero · a2 pedone del bianco · b1 torre del bianco | h8 torre del bianco · c7 pedone del nero · d7 re del nero · e7 cavallo del bianco · g7 pedone del nero · a6 pedone del bianco · c6 pedone del nero · f6 pedone del nero · g6 pedone del bianco · c5 alfiere del bianco · f5 re del bianco · d4 pedone del bianco · a3 pedone del nero · b3 pedone del nero · a2 pedone del bianco · b1 torre del bianco | h8 torre del bianco · c7 pedone del nero · d7 re del nero · e7 cavallo del bianco · g7 pedone del nero · a6 pedone del bianco · c6 pedone del nero · f6 pedone del nero · g6 pedone del bianco · c5 alfiere del bianco · f5 re del bianco · d4 pedone del bianco · a3 pedone del nero · b3 pedone del nero · a2 pedone del bianco · b1 torre del bianco | 5 |
| 4 | h8 torre del bianco · c7 pedone del nero · d7 re del nero · e7 cavallo del bianco · g7 pedone del nero · a6 pedone del bianco · c6 pedone del nero · f6 pedone del nero · g6 pedone del bianco · c5 alfiere del bianco · f5 re del bianco · d4 pedone del bianco · a3 pedone del nero · b3 pedone del nero · a2 pedone del bianco · b1 torre del bianco | h8 torre del bianco · c7 pedone del nero · d7 re del nero · e7 cavallo del bianco · g7 pedone del nero · a6 pedone del bianco · c6 pedone del nero · f6 pedone del nero · g6 pedone del bianco · c5 alfiere del bianco · f5 re del bianco · d4 pedone del bianco · a3 pedone del nero · b3 pedone del nero · a2 pedone del bianco · b1 torre del bianco | h8 torre del bianco · c7 pedone del nero · d7 re del nero · e7 cavallo del bianco · g7 pedone del nero · a6 pedone del bianco · c6 pedone del nero · f6 pedone del nero · g6 pedone del bianco · c5 alfiere del bianco · f5 re del bianco · d4 pedone del bianco · a3 pedone del nero · b3 pedone del nero · a2 pedone del bianco · b1 torre del bianco | h8 torre del bianco · c7 pedone del nero · d7 re del nero · e7 cavallo del bianco · g7 pedone del nero · a6 pedone del bianco · c6 pedone del nero · f6 pedone del nero · g6 pedone del bianco · c5 alfiere del bianco · f5 re del bianco · d4 pedone del bianco · a3 pedone del nero · b3 pedone del nero · a2 pedone del bianco · b1 torre del bianco | h8 torre del bianco · c7 pedone del nero · d7 re del nero · e7 cavallo del bianco · g7 pedone del nero · a6 pedone del bianco · c6 pedone del nero · f6 pedone del nero · g6 pedone del bianco · c5 alfiere del bianco · f5 re del bianco · d4 pedone del bianco · a3 pedone del nero · b3 pedone del nero · a2 pedone del bianco · b1 torre del bianco | h8 torre del bianco · c7 pedone del nero · d7 re del nero · e7 cavallo del bianco · g7 pedone del nero · a6 pedone del bianco · c6 pedone del nero · f6 pedone del nero · g6 pedone del bianco · c5 alfiere del bianco · f5 re del bianco · d4 pedone del bianco · a3 pedone del nero · b3 pedone del nero · a2 pedone del bianco · b1 torre del bianco | h8 torre del bianco · c7 pedone del nero · d7 re del nero · e7 cavallo del bianco · g7 pedone del nero · a6 pedone del bianco · c6 pedone del nero · f6 pedone del nero · g6 pedone del bianco · c5 alfiere del bianco · f5 re del bianco · d4 pedone del bianco · a3 pedone del nero · b3 pedone del nero · a2 pedone del bianco · b1 torre del bianco | h8 torre del bianco · c7 pedone del nero · d7 re del nero · e7 cavallo del bianco · g7 pedone del nero · a6 pedone del bianco · c6 pedone del nero · f6 pedone del nero · g6 pedone del bianco · c5 alfiere del bianco · f5 re del bianco · d4 pedone del bianco · a3 pedone del nero · b3 pedone del nero · a2 pedone del bianco · b1 torre del bianco | 4 |
| 3 | h8 torre del bianco · c7 pedone del nero · d7 re del nero · e7 cavallo del bianco · g7 pedone del nero · a6 pedone del bianco · c6 pedone del nero · f6 pedone del nero · g6 pedone del bianco · c5 alfiere del bianco · f5 re del bianco · d4 pedone del bianco · a3 pedone del nero · b3 pedone del nero · a2 pedone del bianco · b1 torre del bianco | h8 torre del bianco · c7 pedone del nero · d7 re del nero · e7 cavallo del bianco · g7 pedone del nero · a6 pedone del bianco · c6 pedone del nero · f6 pedone del nero · g6 pedone del bianco · c5 alfiere del bianco · f5 re del bianco · d4 pedone del bianco · a3 pedone del nero · b3 pedone del nero · a2 pedone del bianco · b1 torre del bianco | h8 torre del bianco · c7 pedone del nero · d7 re del nero · e7 cavallo del bianco · g7 pedone del nero · a6 pedone del bianco · c6 pedone del nero · f6 pedone del nero · g6 pedone del bianco · c5 alfiere del bianco · f5 re del bianco · d4 pedone del bianco · a3 pedone del nero · b3 pedone del nero · a2 pedone del bianco · b1 torre del bianco | h8 torre del bianco · c7 pedone del nero · d7 re del nero · e7 cavallo del bianco · g7 pedone del nero · a6 pedone del bianco · c6 pedone del nero · f6 pedone del nero · g6 pedone del bianco · c5 alfiere del bianco · f5 re del bianco · d4 pedone del bianco · a3 pedone del nero · b3 pedone del nero · a2 pedone del bianco · b1 torre del bianco | h8 torre del bianco · c7 pedone del nero · d7 re del nero · e7 cavallo del bianco · g7 pedone del nero · a6 pedone del bianco · c6 pedone del nero · f6 pedone del nero · g6 pedone del bianco · c5 alfiere del bianco · f5 re del bianco · d4 pedone del bianco · a3 pedone del nero · b3 pedone del nero · a2 pedone del bianco · b1 torre del bianco | h8 torre del bianco · c7 pedone del nero · d7 re del nero · e7 cavallo del bianco · g7 pedone del nero · a6 pedone del bianco · c6 pedone del nero · f6 pedone del nero · g6 pedone del bianco · c5 alfiere del bianco · f5 re del bianco · d4 pedone del bianco · a3 pedone del nero · b3 pedone del nero · a2 pedone del bianco · b1 torre del bianco | h8 torre del bianco · c7 pedone del nero · d7 re del nero · e7 cavallo del bianco · g7 pedone del nero · a6 pedone del bianco · c6 pedone del nero · f6 pedone del nero · g6 pedone del bianco · c5 alfiere del bianco · f5 re del bianco · d4 pedone del bianco · a3 pedone del nero · b3 pedone del nero · a2 pedone del bianco · b1 torre del bianco | h8 torre del bianco · c7 pedone del nero · d7 re del nero · e7 cavallo del bianco · g7 pedone del nero · a6 pedone del bianco · c6 pedone del nero · f6 pedone del nero · g6 pedone del bianco · c5 alfiere del bianco · f5 re del bianco · d4 pedone del bianco · a3 pedone del nero · b3 pedone del nero · a2 pedone del bianco · b1 torre del bianco | 3 |
| 2 | h8 torre del bianco · c7 pedone del nero · d7 re del nero · e7 cavallo del bianco · g7 pedone del nero · a6 pedone del bianco · c6 pedone del nero · f6 pedone del nero · g6 pedone del bianco · c5 alfiere del bianco · f5 re del bianco · d4 pedone del bianco · a3 pedone del nero · b3 pedone del nero · a2 pedone del bianco · b1 torre del bianco | h8 torre del bianco · c7 pedone del nero · d7 re del nero · e7 cavallo del bianco · g7 pedone del nero · a6 pedone del bianco · c6 pedone del nero · f6 pedone del nero · g6 pedone del bianco · c5 alfiere del bianco · f5 re del bianco · d4 pedone del bianco · a3 pedone del nero · b3 pedone del nero · a2 pedone del bianco · b1 torre del bianco | h8 torre del bianco · c7 pedone del nero · d7 re del nero · e7 cavallo del bianco · g7 pedone del nero · a6 pedone del bianco · c6 pedone del nero · f6 pedone del nero · g6 pedone del bianco · c5 alfiere del bianco · f5 re del bianco · d4 pedone del bianco · a3 pedone del nero · b3 pedone del nero · a2 pedone del bianco · b1 torre del bianco | h8 torre del bianco · c7 pedone del nero · d7 re del nero · e7 cavallo del bianco · g7 pedone del nero · a6 pedone del bianco · c6 pedone del nero · f6 pedone del nero · g6 pedone del bianco · c5 alfiere del bianco · f5 re del bianco · d4 pedone del bianco · a3 pedone del nero · b3 pedone del nero · a2 pedone del bianco · b1 torre del bianco | h8 torre del bianco · c7 pedone del nero · d7 re del nero · e7 cavallo del bianco · g7 pedone del nero · a6 pedone del bianco · c6 pedone del nero · f6 pedone del nero · g6 pedone del bianco · c5 alfiere del bianco · f5 re del bianco · d4 pedone del bianco · a3 pedone del nero · b3 pedone del nero · a2 pedone del bianco · b1 torre del bianco | h8 torre del bianco · c7 pedone del nero · d7 re del nero · e7 cavallo del bianco · g7 pedone del nero · a6 pedone del bianco · c6 pedone del nero · f6 pedone del nero · g6 pedone del bianco · c5 alfiere del bianco · f5 re del bianco · d4 pedone del bianco · a3 pedone del nero · b3 pedone del nero · a2 pedone del bianco · b1 torre del bianco | h8 torre del bianco · c7 pedone del nero · d7 re del nero · e7 cavallo del bianco · g7 pedone del nero · a6 pedone del bianco · c6 pedone del nero · f6 pedone del nero · g6 pedone del bianco · c5 alfiere del bianco · f5 re del bianco · d4 pedone del bianco · a3 pedone del nero · b3 pedone del nero · a2 pedone del bianco · b1 torre del bianco | h8 torre del bianco · c7 pedone del nero · d7 re del nero · e7 cavallo del bianco · g7 pedone del nero · a6 pedone del bianco · c6 pedone del nero · f6 pedone del nero · g6 pedone del bianco · c5 alfiere del bianco · f5 re del bianco · d4 pedone del bianco · a3 pedone del nero · b3 pedone del nero · a2 pedone del bianco · b1 torre del bianco | 2 |
| 1 | h8 torre del bianco · c7 pedone del nero · d7 re del nero · e7 cavallo del bianco · g7 pedone del nero · a6 pedone del bianco · c6 pedone del nero · f6 pedone del nero · g6 pedone del bianco · c5 alfiere del bianco · f5 re del bianco · d4 pedone del bianco · a3 pedone del nero · b3 pedone del nero · a2 pedone del bianco · b1 torre del bianco | h8 torre del bianco · c7 pedone del nero · d7 re del nero · e7 cavallo del bianco · g7 pedone del nero · a6 pedone del bianco · c6 pedone del nero · f6 pedone del nero · g6 pedone del bianco · c5 alfiere del bianco · f5 re del bianco · d4 pedone del bianco · a3 pedone del nero · b3 pedone del nero · a2 pedone del bianco · b1 torre del bianco | h8 torre del bianco · c7 pedone del nero · d7 re del nero · e7 cavallo del bianco · g7 pedone del nero · a6 pedone del bianco · c6 pedone del nero · f6 pedone del nero · g6 pedone del bianco · c5 alfiere del bianco · f5 re del bianco · d4 pedone del bianco · a3 pedone del nero · b3 pedone del nero · a2 pedone del bianco · b1 torre del bianco | h8 torre del bianco · c7 pedone del nero · d7 re del nero · e7 cavallo del bianco · g7 pedone del nero · a6 pedone del bianco · c6 pedone del nero · f6 pedone del nero · g6 pedone del bianco · c5 alfiere del bianco · f5 re del bianco · d4 pedone del bianco · a3 pedone del nero · b3 pedone del nero · a2 pedone del bianco · b1 torre del bianco | h8 torre del bianco · c7 pedone del nero · d7 re del nero · e7 cavallo del bianco · g7 pedone del nero · a6 pedone del bianco · c6 pedone del nero · f6 pedone del nero · g6 pedone del bianco · c5 alfiere del bianco · f5 re del bianco · d4 pedone del bianco · a3 pedone del nero · b3 pedone del nero · a2 pedone del bianco · b1 torre del bianco | h8 torre del bianco · c7 pedone del nero · d7 re del nero · e7 cavallo del bianco · g7 pedone del nero · a6 pedone del bianco · c6 pedone del nero · f6 pedone del nero · g6 pedone del bianco · c5 alfiere del bianco · f5 re del bianco · d4 pedone del bianco · a3 pedone del nero · b3 pedone del nero · a2 pedone del bianco · b1 torre del bianco | h8 torre del bianco · c7 pedone del nero · d7 re del nero · e7 cavallo del bianco · g7 pedone del nero · a6 pedone del bianco · c6 pedone del nero · f6 pedone del nero · g6 pedone del bianco · c5 alfiere del bianco · f5 re del bianco · d4 pedone del bianco · a3 pedone del nero · b3 pedone del nero · a2 pedone del bianco · b1 torre del bianco | h8 torre del bianco · c7 pedone del nero · d7 re del nero · e7 cavallo del bianco · g7 pedone del nero · a6 pedone del bianco · c6 pedone del nero · f6 pedone del nero · g6 pedone del bianco · c5 alfiere del bianco · f5 re del bianco · d4 pedone del bianco · a3 pedone del nero · b3 pedone del nero · a2 pedone del bianco · b1 torre del bianco | 1 |
|   | a | b | c | d | e | f | g | h |   |

Soluzione:
1. Ta8!  zugzwang
1... b2  2. Cc8  Rd8/e8  3. Cb6#